# Difesa Lemming
La difesa Lemming è un'inusuale apertura del gioco degli scacchi, caratterizzata dalle mossa
1. e4 Ca6(?)

## Continuazioni
Raramente mostrata in competizioni ufficiali, fra le varie continuazioni:
- 2 d4 c6 3 Axa6 Da5+ 4 Cc3 Dxa6 5 Ce2 d6 6 0-0 Ad7 7 a4 Cf6 8 Af4 0-0-0 9 Dd2 h6 10 Ae3 g5 11 f3 Tg8 12 Cg3 Rb8 13 d5 cxd5 14 exd5
- 2 d4 c6 3 Cf3 d6 4 Cc3 Cc7 5 Ad3 Cf6 6 0-0 g6 7 Ag5 Ce6 8 Axf6 exf6 9 d5 Cf4 10 Ce2 Ah6 11 Cxf4 Axh4 12 c3 0-0 13 Ac4 Tb8 14 Dd3
- 2 d4 c6 3 Cf3 d6 4 Cc3 g6 5 Ac4 b5 6 Ad3 Ag7 7 0-0 Cf6 8 De2 0-0 9 a3 Cc7 10 Ae3 Ab7 11 h3 Dd7 12 Cg5
- 2 d4 c6 3 Cf3 g6 4 Cc3 Cc7 5 Ad3 Ag7 6 0-0 Cf6 7 Ad2 d5 8 e5 Cd7 9 Ae3 Ce6 10 Te1 0-0 11 a3 c5 12 dxc5 Cxe5 13 Cxe5 Axe5 14 Ah6
  - 5...Cf6?! 6 Ad2 Ag7 7 e5! Cfd5 8 h4 Cxc3 9 bxc3 h5 10 Tb1 d5 11 exd6 Dxd6 12 0-0
- 2 d4 e6 3 Axa6 bxa6 4 Cf3 Ab7 4 De2 Cf6 5 e5 Ce4 6 0-0 f5 7 Ce1 Dh4 8 f3 Cg5 9 Ae3 f4 10 Ad2 Ae7 11 Cc3 0-0 12 Cd3 Tab8 13 De1